# Xã Springcreek, Quận Miami, Ohio
Xã Springcreek (tiếng Anh: Springcreek Township) là một xã thuộc quận Miami, tiểu bang Ohio, Hoa Kỳ. Năm 2010, dân số của xã này là 1.948 người.